# Boris Tkaczow
Boris Iwanowicz Tkaczow, ros. Борис Иванович Ткачев (ur. 12 maja 1896 r. w stanicy Chanskaja na Kubaniu, zm. 27 listopada 1972 r. w USA) – rosyjski wojskowy (starszina wojskowy), dowódca pododdziału karabinów maszynowych, a następnie adiutant polowy dowódcy 5 Pułku Rosyjskiego Pułku Ochronnego podczas II wojny światowej, emigracyjny działacz kulturalno-religijny i społeczny.
Ukończył korpus kadetów we Władykaukazie, zaś w 1915 r. orenburską kozacką szkołę wojskową. Służył w 2 Połtawskim Pułku Kozaków kubańskich, a następnie 2 Czarnomorskim Pułku Kozaków kubańskich. Brał udział w I wojnie światowej. Ukończył szkołę lotników-nawigatorów. W 1918 r. przystąpił do wojsk Białych. Służył w kubańskim oddziale lotniczym. Doszedł do stopnia starsziny wojskowego. W połowie października 1920 r. ewakuowany został z Krymu do Gallipoli. Na emigracji zamieszkał w Królestwie SHS. Po zajęciu Jugosławii przez wojska niemieckie w kwietniu 1941 r., wstąpił do nowo formowanego Rosyjskiego Korpusu Ochronnego. Dowodził pododdziałem karabinów maszynowych. Następnie został adiutantem polowym dowódcy 5 Pułku płk. Anatolija I. Rogożina. Był ciężko ranny. Po zakończeniu wojny przebywał w różnych obozach dla przesiedleńców (dipisów) w zachodnich Niemczech. W połowie lat 50. wyjechał do USA. W Nowym Jorku utworzył centralną kubańską stanicę kozacką, stając na jej czele. Od 1955 r. był starostą cerkwi błagowieszczeńskiej w Queens. W 1958 r. objął funkcję atamana Kozaków kubańskich za granicą, pełniąc ją do 1966 r. Przewodniczył Stowarzyszeniu Kozaków w Ameryce. Otworzył muzeum, w którym były przechowywane regalia i historyczne dokumenty Kozaków kubańskich.